# Räsoneur
Räsoneur (auch: Raisoneur von frz.: Raisonneur; engl. manchmal: reasoner) ist eine Figur im Theater, welche die Handlungen anderer Personen beobachtet und kommentiert. Der Begriff entstammt der französischen neoklassischen Theaterdramaturgie, in der das Intellektuell-Begründende wichtiger war als das Emotional-Anrührende.
Im engeren Sinne ist der Räsoneur ein Klugschwätzer, manchmal auch eine Art Sprachrohr des Autors, manchmal eine Art des Chors, der die Handlung skeptisch kommentiert oder moralisierend begleitet und oft ein in die Darstellung importiertes didaktisch-belehrendes Element. Die Figur des Räsoneurs tritt gelegentlich als Begleiter des Helden (Sidekick) auf.
Im Film findet sich der Räsoneur außerdem als Figur der Rahmenhandlung, der gleichzeitig als distanzierter Erzähler und als Zeuge wirkt. Ein Beispiel ist der Erzähler Altamirano in dem Film Mission von Roland Joffé aus dem Jahr 1986, der ebenso entschuldigend wie resignierend die Geschehnisse, die zur Zerstörung einer brasilianischen Jesuiten-Siedlung des 18. Jahrhunderts führten, in einem Brief an den Papst festhält.